# U-20ラグビーオーストラリア代表
U-20ラグビーオーストラリア代表（英語: Australia national under-20 rugby union team）は、20歳以下の選手で構成されるラグビーオーストラリア代表チームである。愛称は「ジュニア・ワラビーズ (Junior Wallabies)」。
ワールドラグビーU20チャンピオンシップ・オセアニアラグビーU-20チャンピオンシップなどに出場している。

## 歴史
2008年、創設。2010年、IRBジュニア世界選手権(現・ワールドラグビーU20チャンピオンシップ)で準優勝。
さらに2019年、オセアニアラグビーU-20チャンピオンシップで初優勝。

## タイトル
- ワールドラグビーU20チャンピオンシップ
2位・2回 (2010年, 2019年)
- オセアニアラグビーU-20チャンピオンシップ
優勝・1回 (2019年)

## 成績

### ワールドラグビーU20チャンピオンシップ
- 2008年 - 5位
- 2009年 - 4位
- 2010年 - 2位
- 2011年 - 3位
- 2012年 - 8位
- 2013年 - 7位
- 2014年 - 5位
- 2015年 - 5位
- 2016年 - 6位
- 2017年 - 6位
- 2018年 - 5位
- 2019年 - 2位

### オセアニアラグビーU-20チャンピオンシップ
- 2015年 - 2位
- 2016年 - 2位
- 2017年 - 2位
- 2018年 - 2位
- 2019年 - 1位

## 主な歴代代表主将
- マイケル・フーパー - 2011年ラグビージュニア世界選手権での主将。2015年W杯・2019年W杯オーストラリア代表選出。
- リアム・ギル - 2012年ラグビージュニア世界選手権での主将。
- ショーン・マクマーン - 2014年ラグビージュニア世界選手権での主将。2015年W杯オーストラリア代表選出。
- アンドリュー・ケラウェイ - 2015年ワールドラグビーU20チャンピオンシップでの主将。